# Locomotion (Orchestral Manoeuvres in the Dark)
Locomotion is een nummer van de Britse new waveband Orchestral Manoeuvres in the Dark. Het is de eerste single van hun vijfde studioalbum Junk Culture uit 1984. Het nummer werd op 2 april van dat jaar op single uitgebracht.  
De single werd een top 10-hit op de Britse eilanden en behaalde in thuisland het Verenigd Koninkrijk de 5e positie in de UK Singles Chart. 
In Nederland was de plaat op vrijdag 27 april 1984 Veronica Alarmschijf op Hilversum 3 en werd een grote hit. De plaat bereikte de 5e positie in zowel de Nederlandse Top 40 als de TROS Top 50. In de Nationale Hitparade werd de 8e positie bereikt en in de Europese hitlijst op Hilversum 3, de TROS Europarade, de 10e positie. 
In België bereikte de plaat de 4e positie in zowel de Vlaamse Ultratop 50 als de Vlaamse Radio 2 Top 30.